# جوزف پارکر
جوزف پارکر (انگلیسی: Joseph Parker؛ زادهٔ ۹ ژانویهٔ ۱۹۹۲) بوکسور اهل نیوزیلند است.
جوزف پارک در بازی مقابل انتونی جاشوا شکست خورد.